# هيدريك سميث
هيدريك سميث (بالإنجليزية: Hedrick Smith)‏ هو صحفي بريطاني، ولد في 9 يوليو 1933 في Kilmacolm ‏ في المملكة المتحدة.